# Монастырь Таргманчац
Монастырь Святых Переводчиков (арм. Սուրբ Թարգմանչաց վանք, Сурб Таргманчац ванк) — армянский монастырь IV века, расположенный к северо-западу от поселка Верхний Дашкесан, на территории современного Азербайджана.
Монастырь основали Святые Месроп Маштоц и Саак Партев, которые впервые в 411 году перевели Библию на армянский язык с сирийского.
Монастырь охраняется государством как памятник истории и культуры национального значения.

## История

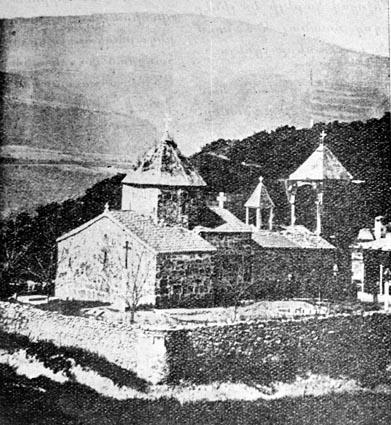
Общий вид в 1911 году

Согласно некоторым источникам, монастырь был основан примерно в конце IV — начале V веков. В 989 и 1845 годах произошли реконструкции монастыря. Известно, что в 1772 году приором монастыря был епископ Епрем. Расцвет монастыря пришёлся на период главенства епископа Габриэла Арутюняна. Епископ Габриэл привлекал множество людей из соседних деревень, которые помогали монастырю. Следующий расцвет пришёлся на период архимандрита Степаноса Балянца в 1830-х годах. Известно, что в 1839 году инок Григор Тер-Ованесянц трижды служил священником. В 1849 году за архимандритом Ованесом следовал архимандрит Саргис.

### Название
Монастырь Святых Переводчиков (Сурб Таргманчац) назван в честь авторов первого перевода Библии на армянский язык. Название связано с тем, что в его стенах в 411 году Святой Месроп Маштоц и Святой Саак Партев, используя к тому времени новый армянский алфавит, перевели Библию с сирийского языка на армянский.

## Описание

### Церковь
Главная церковь монастыря датируется примерно 1630 годом. Храм состоит из одной сводчатой комнаты (единственный неф) с апсидой на востоке между двух маленьких комнат.
Около нефа церкви расположен гавит (притвор), тянущийся к западу от нефа. Двухэтажная колокольня, построенная из резного камня, примыкает к притвору с юга и приводит к главному входу церкви. К северу от храма расположен зал, который, вероятно, служил местом для молитв — ризницей.

### Кельи
В 5 метрах на восток от церкви расположены кельи монахов, смотрящие на запад. Кельи представляют собой 6 сводчатых комнат, каждая из которых имеет вход и окно, также смотрящее на запад. К юго-востоку от келий с севера на юг протянулась столовая. С юга к столовой примыкает подобная комната, вероятнее всего служившая кухней.
Кельи монахов, в том же стиле, что и вся церковь, были построены в 1630 году. Сарай и столовая были приделаны при архимандрите Степаносе в 1830-х годах.